# Pretraga u dubinu
Pretraga u dubinu (na engleskom Depth-first search - DFS) je algoritam za pretragu struktura podataka (stabla i grafova). Početak algoritma je u korenu stabla (kod grafa se neki čvor odredi za koren), a zatim se pretražuje duž svih grana koliko god je to moguće pre povratka u koren.
Francuski matematičar Charles Pierre Trémaux (19. vek) je istraživao verziju ovog algoritma za problem izlaska iz lavirinta.

## Formalna definicija
Obilazak započinje iz proizvoljnog zadatog čvora {\displaystyle r}, korena pretrage u dubinu. Koren se označava kao posećen. Zatim se bira proizvoljni neoznačeni čvor {\displaystyle r}1, susedan sa {\displaystyle r}, pa se iz čvora {\displaystyle r}1 rekurzivno startuje pretraga u dubinu. Iz nekog nivoa rekurzije izlazi se kad se naiđe na čvor u kome su svi susedi (ako ih ima) već označeni. Ako su u trenutku završetka pretrage iz {\displaystyle r}1, svi susedi čvora {\displaystyle r} označeni, onda se pretraga za čvor {\displaystyle r} završava. U protivnom, bira se sledeći proizvoljni neoznačeni sused {\displaystyle r}2 čvora {\displaystyle r}, izvršava se pretraga polazeći od {\displaystyle r}2, itd.

## Vremenska i prostorna analiza
Vremenska i prostorna analiza pretrage u dubinu razlikuje se od područja primene samog algoritma. U teorijskom računarstvu obično se koristi za prolaske kroz cele grafove i za to je potrebno vreme linearno veličini grafa. Kod tih aplikacija je prostorna složenost velika jer se čuvaju čvorovi trenutne putanje, kao i skup već posećenih čvorova. U ovom slučaju su vremenska i prostorna složenost ista kao kod pretrage u širinu (BFS) i izbor koji od ova dva algoritma koristiti manje zavisi od složenosti a više od toga šta koji algoritam daje na kraju.

## Primer
Za sledeći graf:

pretraga u dubinu počinje od čvora A, uz pretpostavku da se leve ivice biraju pre desnih ivica grafa i da pretraga pamti prethodno posećene čvorove pa ih neće ponavljati. Čvorovi će biti posećeni u sledećem redosledu: A, B, D, F, E, C, G. Grane kroz koje se prošlo formiraju Trémaux stablo, strukturu sa važnim primenama u teoriji grafova.
Isto pretraživanje bez pamćenja prethodno posećenih čvorova izgleda ovako: A, B, D, F, E, A, B, D, F, E, itd. zauvek, zapetljano u A, B, D, F, E ciklus. Ovakva pretraga nikad neće posetiti čvorove C i G.

## Povratne vrednosti pretrage u dubinu
Nakon pretrage u dubinu dobijamo odgovarajuće razapinjujuće stablo. U tom stablu postoje četiri vrste grana:
1. grana stabla (povezuje oca sa sinom)
2. povratna grana (povezuje potomka sa pretkom)
3. direktna grana (povezuje pretka sa potomkom)
4. poprečna grana (povezuje čvorove koji nisu srodnici u stablu)

## Pseudokod algoritma
Ulaz: graf G i njegov čvor v
Izlaz: graf pretrage u dubinu
1 funkcija PretragaUDubinu(G,v):
```
2      označi 
v
 kao posećen
3      
for
 sve grane 
e
 
u
 
G
.obižnjeGrane(
v
) 
do

4          
if
 grane 
e
 je neposećena 
then

5              
w
 ← 
G
.obižnjiČvor(
v
,
e
)
6              
if
 čvor 
w
 je neposećen 
then

7                  označi 
e
 kao posećen
8                  rekurzivan poziv PretragaUDubinu(
G
,
w
)
9              
else

10                 označi 
e
 kao zadnju granu
```

Ne rekurzivna implementacija pretrage u dubinu:
```
1  
funkcija
 PretragaUDubinu-iterativno(
G
,
v
):
2      označi 
v
 kao 
posećen

3      neka 
S
 bude stek
4      
S
.push(
v
)
5      
while
 
S
 nije prazan        
6            
t
 ← 
S
.top 
7            
if
 
t
 ono što tražimo:
8                return 
t

9            
for
 sve grane 
e
 
u
 
G
.obližnjeGrane(
t
) 
do

10               
if
 grana 
e
 već označena 
11                   
continue
 sa sledećom granom
12               
w
 ← 
G
.obližnjiČvor(
t
,
e
)
13               
if
 čvor 
w
 nije 
otkriven
 i nije 
posećen

14                   označi 
e
 kao 
ivicu stabla

15                   označi 
w
 kao 
otkriven

16                   
S
.push(
w
)
17                   
continue
 at 5
18               
else if
 čvor 
w
 is 
otkriven

19                   označi 
e
 kao 
zadnja ivica

20               
else

21                   // čvor 
w
 je 
posećen

22                   označi 
e
 kao 
napred ili kros ivica

23           označi 
t
 kao 
posećen

24           S.pop()
```

## Primene
Neki algoritmi koji koriste pretragu u dubinu kao gradivni element:
- Pronalaženje povezanih komponenti
- Topološko sortiranje
- Pronalaženje dve (grane ili čvora) povezane komponente.
- Pronalaženje tri (grane ili čvora) povezane komponente.
- Pronalaženje mostova grafa
- Pronalaženje snažno-povezanih komponenti
- Rešavanje zagonetki sa samo jednim rešenjem (npr. lavirint)
- Generisanje lavirinata

## Literatura
- Thomas H. Cormen, Charles E. Leiserson, Ronald L. Rivest, and Clifford Stein. Introduction to Algorithms, Second Edition. MIT Press and McGraw-Hill, 2001.
- Knuth, Donald E. (1997), The Art Of Computer Programming Vol 1. 3rd ed, Boston: Addison-Wesley
- Goodrich, Michael T. (2001), Algorithm Design: Foundations, Analysis, and Internet Examples, Wiley
- Živković, Miodrag, Algoritmi, Matematički Fakultet u Beogradu